# Jyri Kjäll
Jyri Kjäll (* 13. Januar 1969 in Seinäjoki) ist ein ehemaliger finnischer Boxer.

## Amateurkarriere
Jyri Kjäll wurde fünf Mal Finnischer Meister (1990 bis 1993 im Halbweltergewicht und 1994 im Weltergewicht), gewann das Tammer-Turnier 1990 sowie die Skandinavischen Meisterschaften 1990 und 1992.
Bei den Europameisterschaften 1991 in Göteborg schied er in der Vorrunde gegen den Dänen Søren Søndergaard und bei den Weltmeisterschaften 1991 in Sydney im Viertelfinale gegen den Kubaner Candelario Duvergel aus.
Bei der europäischen Olympiaqualifikation 1992 in Italien besiegte er unter anderem Vukašin Dobrašinović und erreichte das Halbfinale, wo er gegen den späteren italienischen Turnier-Gewinner Michele Piccirillo ausschied, sich damit jedoch qualifizieren konnte. Bei den Olympischen Spielen 1992 in Barcelona siegte er in der Vorrunde gegen den Spanier Sergio Rey, im Achtelfinale diesmal auch gegen den Italiener Michele Piccirillo und im Viertelfinale gegen den Ungar László Szűcs, ehe er im Halbfinale gegen den Kubaner Héctor Vinent verlor und mit einer Bronzemedaille im Halbweltergewicht ausschied.
Bei den Weltmeisterschaften 1993 in Tampere gewann er die Silbermedaille im Halbweltergewicht. Durch Siege gegen den Ukrainer Dmitri Lasarew, den Dänen Thomas Damgaard, den Rumänen Leonard Doroftei und den Russen Oleg Saitow war er ins Finale eingezogen, wo er gegen den Kubaner Héctor Vinent unterlag.

## Profikarriere
Jyri Kjäll boxte als Profi von Dezember 1994 bis April 2002 und bestritt 24 Kämpfe, von denen er 23 gewann, davon 17 vorzeitig. Seine einzige Niederlage erlitt er im Juni 1995 gegen den Kolumbianer Juan Candelo. 14 seiner Kämpfe bestritt er in den USA, sechs in Finnland, sowie jeweils einen in Frankreich, Belgien, Großbritannien und Dänemark.
Sein größter Erfolg war der Gewinn des Titels IBF-Intercontinental am 20. April 2001 im Weltergewicht durch einen K.-o.-Sieg in der neunten Runde gegen den bis dahin ungeschlagenen Dänen und späteren Europameister Christian Bladt.